# Nowe Chrapowo
Nowe Chrapowo [pronunciación en polaco: /ˈnɔvɛ xraˈpɔvɔ/] (en alemán: Neu Grape) es un pueblo en el distrito administrativo de Gmina Bielice, dentro del Distrito de Pyrzyce, Voivodato de Pomerania Occidental, en el noroeste de Polonia. Se encuentra aproximadamente 7 kilómetros al sudeste de Bielice, 7 kilómetros al oeste de Pyrzyce, y 33 kilómetros al sudeste de la capital regional, Szczecin.
Hasta 1945 el área era parte de Alemania. 

## Residentes notables
- Richard Voß (1851-1918), dramaturgo y novelista